# Попеску, Вирджил-Даниэль
Вирджил-Даниэль Попеску (рум. Virgil-Daniel Popescu; 25 апреля 1968, Дробета-Турну-Северин, жудец Мехединци) — румынский политик и государственный деятель, экономист, инженер, педагог, доктор наук (2000).

## Биография
До 1990 года обучался на факультете автоматизации Политехнического института в Бухаресте. Продолжил учёбу в Крайовском университете, где получил степень доктора наук в области менеджмента (2000) и степень магистра бизнес-анализа (2009).
Работал помощником программиста, преподавателем университета, менеджером на промышленном предприятии. С 2008 года — доцент, преподаватель Крайовского университета. Автор нескольких десятков научных публикаций, 12 университетских книг и учебников.
Член Национальной либеральной партии Румынии. В 2007—2008 годах занимал пост госсекретаря по социальным вопросам. В 2013 году назначен вице-президентом комитета по возврату имущества, затем до 2014 года был госсекретарём в Министерстве экономики Румынии. На выборах 2016 г. избран членом Палаты депутатов Румынии, в 2020 году был переизбран в нижнюю палату парламента Румынии.
В 2019—2020 годах занимал должность заместителя, министра экономики, энергетики и бизнеса, с 2020 года — министр энергетики в правительстве премьера Флорина Кыцу.